# 소심한 복수 사무소
《소심한 복수 사무소》는 대한민국의 작가 류은가람이 쓰고 Nardack이 삽화를 담당한 라이트 노벨이다. 시드노벨(디앤씨미디어)에서 발행되었다.

## 단행본 목록
- 《소심한 복수 사무소 1》, 2012-05-01, ISBN 9788926781401
- 《소심한 복수 사무소 2》, 2012-07-01, ISBN 9788926781470
- 《소심한 복수 사무소 3》, 2013-10-01, ISBN 9788926782507
- 《소심한 복수 사무소 4》, 2014-01-01, ISBN 9788926782712
- 《소심한 복수 사무소 5》, 2014-05-01, ISBN 9788926783016